# Spudaea ornata
Spudaea ornata là một loài bướm đêm trong họ Noctuidae.